# Districte de Morrumbene
El districte de Morrumbene és un districte de Moçambic, situat a la província d'Inhambane. Té una superfície 2.608 kilòmetres quadrats. En 2007 comptava amb una població de 124.471 habitants. Limita al nord amb el districte de Massinga, a l'est amb l'oceà Índic, al sud amb el municipi de Maxixe i el districte de Homoíne, i a l'oest amb el districte de Funhalouro.

## Divisió administrativa
El districte està dividit en fos postos administrativos (Morrumbene i Mocodoene), compostos per les següents localitats:
- Posto Administrativo de Mocodoene:
  - Gotite
  - Mocodoene
  - Sitila

- Posto Administrativo de Morrumbene:
  - Cambine
  - Malaia
  - Morrumbene